# Fordonsmina 13

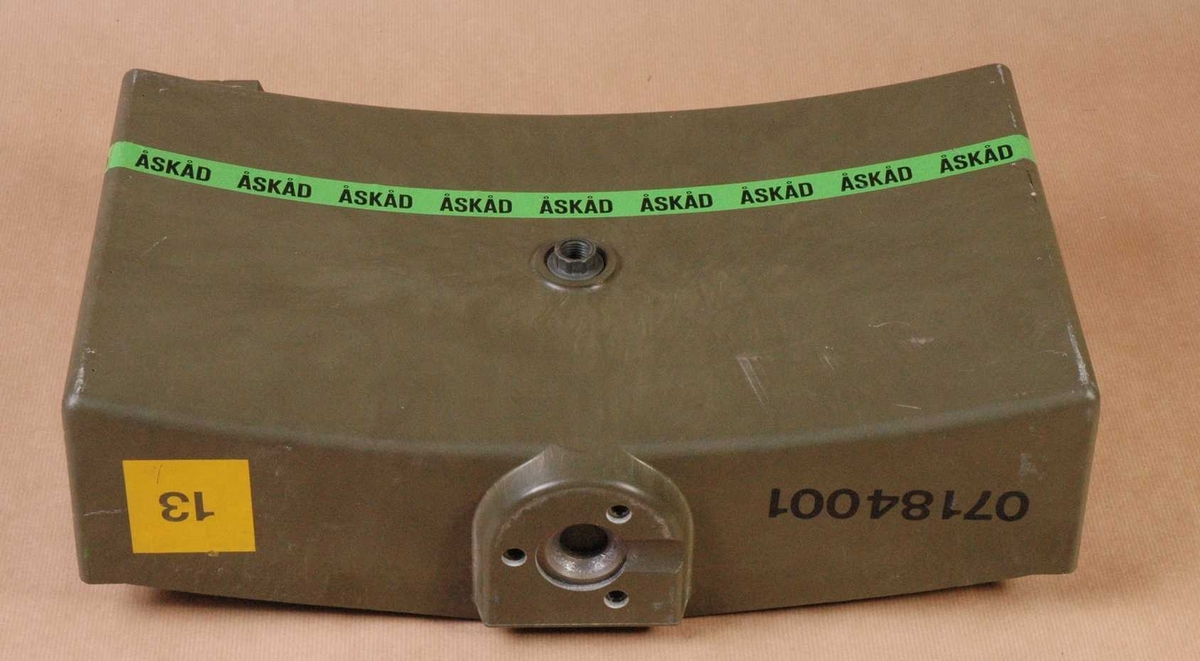
FFV 013の背面、手前は脚やブラケットの取り付け部

Fordonsmina 13は、スウェーデンで開発された指向性の対車両地雷である。国際的にはFFV 013と呼ばれる。

## 概要
本体・三脚・ワイヤーといった部品で構成されており、箱状のケースに収められている。組立・設置後はワイヤーを介し発火具で手動で起爆させ、爆発すると複数の金属球を前方方向へ飛散させる。そのため、対車両地雷として開発されたものの、実際には対人地雷の代替として対人使用も想定されている。
陸上自衛隊でもFFV 013をライセンス生産した物を「指向性散弾」として導入した。配備当初の制式名称は「指向性散弾地雷」だったが、1998年に対人地雷の使用、貯蔵、生産及び移譲の禁止並びに廃棄に関する条約を批准、発効した後は地雷という文言が削除されている。条約が対象とするのは無差別に人を感知して自動起爆する形式の地雷であるため、手動式で運用されるFordonsmina13を厳密に区別した形となった。
現在では、指向性散弾を代替する装備として2002年から導入が開始された対人障害システムの構成要素の一つとして、「指向性散弾」を指令装置・監視装置を用いることで遠隔地から無線で操作できるようにした「障害II型」として配備されている。

## 派生型
木などに取り付ける形式のFordonsmina 13R（Frdm 13R）という型もあり、こちらは国際的にFFV 013Rと呼ばれる。Fordonsmina 13（Frdm 13）と本体を比べると、爆薬など内容物を減らすことで軽量化されており、幅・高さが同一なものの奥行きが短い。

## 諸元
Fordonsmina 13（本体）
- 幅：420mm
- 高さ：250mm
- 重量：24kg

Fordonsmina 13R（本体）
- 幅：420mm
- 高さ：250mm
- 重量：10.3kg

## 登場作品
『ゲート 自衛隊 彼の地にて、斯く戦えり』
動乱編にて自衛隊が、主人公たちを追ってくる異世界の兵士たちに対して使用する。